# Jordan EJ15
Jordan EJ15 – samochód Formuły 1, zaprojektowany przez Johna McQuillama i Nicolò Petrucciego dla zespołu Jordan na sezon 2005. Kierowcami zespołu byli Tiago Monteiro oraz Narain Karthikeyan. Od Grand Prix Włoch wprowadzono ulepszoną wersję samochodu, oznaczoną EJ15B. Był to piętnasty i ostatni samochód Jordana w Formule 1. Na początku roku 2005 zespół został za 60 milionów dolarów sprzedany grupie Midland (mimo że zakupem zespołu był zainteresowany m.in. Eddie Irvine), a po sezonie Jordana przekształcono w MF1.
Na sezon 2005, po zerwaniu współpracy z Fordem, Jordan zapewnił sobie silniki Toyoty. Kierowcami zostali debiutanci, Tiago Monteiro i Narain Karthikeyan. Ponownie zespół był jednym z najgorszych w stawce, walcząc z Minardi. Mimo to Monteiro zdołał zdobyć podium w Grand Prix Stanów Zjednoczonych, ale wtedy do wyścigu przystąpiły jedynie samochody Ferrari, Jordana i Minardi. Było to zarazem ostatnie podium zespołu w historii. Ostatni punkt dla Jordana zdobył również Monteiro, w Grand Prix Belgii.

## Wyniki
| Legenda oznaczeń w tabelach wyników Wyświetl szablon na nowej stronie | Legenda oznaczeń w tabelach wyników Wyświetl szablon na nowej stronie                                                                     |
| Oznaczenie                                                            | Wyjaśnienie |
| --------------------------------------------------------------------- | --- |
| Złoty                                                                 | Zwycięzca lub mistrzostwo |
| Srebrny                                                               | 2. miejsce lub wicemistrzostwo |
| Brązowy                                                               | 3. miejsce lub II wicemistrzostwo |
| Zielony                                                               | Ukończył, punktował (w klasyfikacji generalnej, gdy zdobył co najmniej jeden punkt na przestrzeni sezonu, poza trzema powyższymi opcjami) |
| Niebieski                                                             | Ukończył, nie punktował (w klasyfikacji generalnej, gdy nie zdobył co najmniej jednego punktu na przestrzeni sezonu)                      |
| Czerwony                                                              | Nie zakwalifikował się (NZ) |
| Czerwony                                                              | Nie prekwalifikował się (NPK) |
| Różowy                                                                | Nie ukończył (NU) |
| Różowy                                                                | Niesklasyfikowany (NS) (w klasyfikacji generalnej, gdy nie został sklasyfikowany w żadnym wyścigu sezonu)                                 |
| Czarny                                                                | Zdyskwalifikowany (DK) |
| Czarny                                                                | Wykluczony (WYK/EX) |
| Biały                                                                 | Nie wystartował (NW) |
| Biały                                                                 | Kontuzjowany (K/INJ) |
| Biały                                                                 | Wyścig odwołany (OD/C) |
| Bez koloru                                                            | Został wycofany (WYC/WD) |
| Bez koloru                                                            | Nie przybył (NP/DNA) |
| Bez koloru                                                            | Nie brał udziału w treningach (NT/DNP) |
| Bez koloru                                                            | Nie został zgłoszony (–) |
| Pogrubienie                                                           | Start z pole position |
| Kursywa                                                               | Najszybsze okrążenie wyścigu |
| †                                                                     | Nie ukończył, ale jego rezultat został zaliczony ze względu na przejechanie więcej niż 90% dystansu wyścigu.                              |
| *                                                                     | Sezon w trakcie |
| 1/2/3                                                                 | Punktowana pozycja w sprincie kwalifikacyjnym                                                                                             |
| Lista systemów punktacji Formuły 1                                    | |

| Sezon | Zespół | Silnik | Opony | Kierowcy           | 1   | 2   | 3   | 4   | 5   | 6   | 7   | 8   | 9   | 10  | 11  | 12  | 13  | 14  | 15  | 16  | 17  | 18  | 19  | Pkt. | Msc. |
| ----- | ------ | ------ | ----- | ------------------ | --- | --- | --- | --- | --- | --- | --- | --- | --- | --- | --- | --- | --- | --- | --- | --- | --- | --- | --- | ---- | ---- |
| 2005  | Jordan | Toyota | B     |                    | AUS | MAL | BHR | SMR | ESP | MCO | EUR | CND | USA | FRA | GBR | DEU | HUN | TUR | ITA | BEL | BRA | JPN | CHN | 12   | 9    |
| 2005  | Jordan | Toyota | B     | Tiago Monteiro     | 16  | 12  | 10  | 13  | 12  | 13  | 15  | 10  | 3   | 13  | 17  | 17  | 13  | 15  | 17  | 8   | NU  | 13  | 11  | 12   | 9    |
| 2005  | Jordan | Toyota | B     | Narain Karthikeyan | 15  | 11  | NU  | 12  | 13  | NU  | 16  | NU  | 4   | 15  | NU  | 16  | 12  | 14  | 20  | 11  | 15  | 15  | NU  | 12   | 9    |